# La Nouaille
La Nouaille település Franciaországban, Creuse megyében. Lakosainak száma 228 fő (2022. január 1.). La Nouaille Gentioux-Pigerolles, Gioux, Saint-Marc-à-Loubaud, Saint-Quentin-la-Chabanne, Saint-Yrieix-la-Montagne és Vallière községekkel határos.

## Népesség
A település népességének változása:
| Lakosok száma | 401  | 329  | 264  | 250  | 253  | 247  | 249  | 240  | 235  | 228  |
|               | 1968 | 1982 | 1990 | 2006 | 2013 | 2015 | 2017 | 2019 | 2020 | 2022 |